# The Suspect
Pour plus de détails, voir Fiche technique et Distribution.
The Suspect (極度重犯, Jí Dù Zhòng Fàn) est un film hongkongais réalisé par Ringo Lam, sorti en 1998.

## Fiche technique
- Titre original : 極度重犯, Jí Dù Zhòng Fàn
- Titre français : The Suspect
- Réalisation : Ringo Lam
- Scénario : Ringo Lam et Lau Wing-kin
- Montage : Marco Mak
- Pays d'origine : Hong Kong
- Format : Couleurs - 35 mm - 1,85:1 - Dolby Digital
- Genre : action, thriller
- Durée : 109 minutes
- Date de sortie : 1998

## Distribution
- Louis Koo : Don Lee
- Simon Yam : Chan Hung / Dante Aquino
- Julian Cheung : Max Mak
- Ray Lui : King Tso
- Ada Choi : Annie Chung
- Eric Moo : policier